# Didactique des langues étrangères
Pour des articles plus généraux, voir Didactique des langues et Enseignement des langues étrangères.
 (avril 2008).
 (mars 2013).

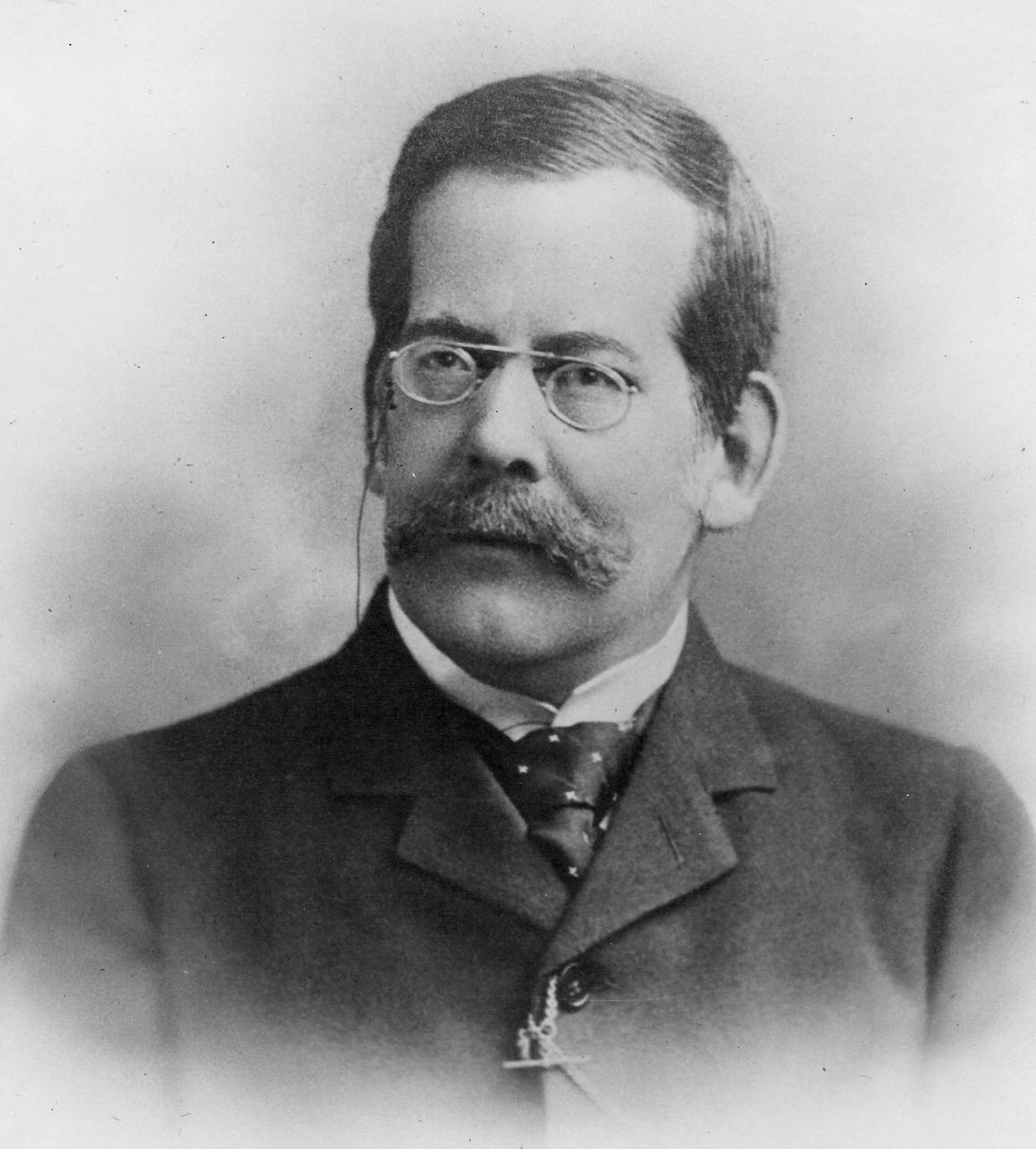
Henry Sweet.

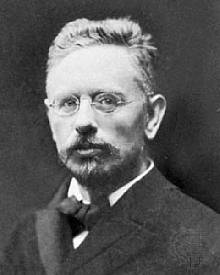
Otto Jespersen.

La didactique des langues étrangères est la discipline scientifique de l'enseignement et de l'apprentissage des langues étrangères dans les établissements d'enseignement ou dans les cours privés. En tant que théorie de la pratique de l'enseignement (en), elle s'intéresse à l'interaction entre les conditions institutionnelles, personnelles et disciplinaires de l'enseignement des langues étrangères et en déduit des propositions et des recommandations fondées concernant les objectifs et l'organisation de l'enseignement. C'est pourquoi elle met en évidence l'ensemble des méthodes, approches, hypothèses et principes pédagogiques, qui permettent aux enseignants, formateurs, auteurs d'outils d'apprentissages — notamment de manuels et logiciels — d'optimiser les processus d'enseignement/apprentissage des langues étrangères. La didactique des langues étrangères se distingue des autres disciplines en cela que l'appropriation d'une langue se fait par différents moyens : appropriation naturelle et enseignement/apprentissage. Elle pourrait être modifiée par l'apparition d'intelligences artificielles génératives (IAg) dédiées à l'apprentissage des langues, y compris hors cursus scolaire.

## Historique

### Antiquité et Moyen Âge
Les apprenants de l'Antiquité semblent avoir commencé par lire, mémoriser et réciter de petites histoires et des dialogues qui leur fournissaient un vocabulaire et une grammaire de base dans des contextes naturalistes. Ces textes cohérents ne comportaient jamais de phrases isolées comme celles sur lesquelles les apprenants modernes s'exercent souvent. Ils couvraient des sujets tels que s'habiller le matin, comment gérer les esclaves qui aidaient à cette tâche; aller à l'école, échapper à la punition pour ne pas y être allé hier; rendre visite à un ami malade; comment trouver un logement individuel dans un immeuble romain; échanger des insultes, comment concéder un combat avec élégance ou trouver un nouvel emploi. Les textes étaient présentés de manière bilingue en deux colonnes étroites, la langue que l'on apprenait à gauche et celle que l'on connaissait déjà à droite, les colonnes correspondant ligne par ligne : chaque ligne était en fait un glossaire, tandis que chaque colonne était un texte.

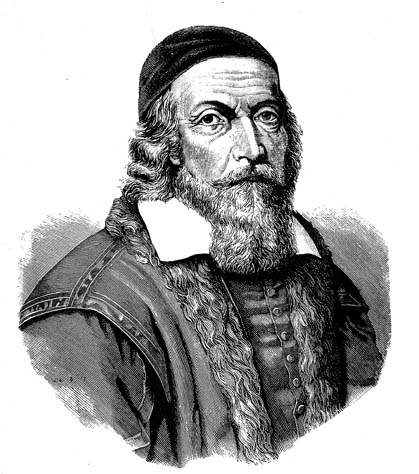
Comenius (1592-1671).

Bien que le besoin d'apprendre des langues étrangères soit presque aussi ancien que l'histoire de l'humanité elle-même, l'enseignement des langues modernes trouve son origine dans l'étude et l'enseignement du latin au XVIIe siècle. Dans le Proche-Orient ancien, l'akkadien était la langue de la diplomatie, comme en témoignent les lettres d'Amarna. Pendant de nombreux siècles, le latin a été la langue dominante de l'éducation, du commerce, de la religion et de l'administration dans la majeure partie du monde occidental. À la fin du XVIe siècle, le français, l'italien et l'anglais l'avaient largement supplanté. Jean Amos Comenius est l'une des nombreuses personnes qui ont tenté d'inverser cette tendance. Il a composé un cours complet d'apprentissage du latin, couvrant l'ensemble du programme scolaire, qui a abouti à son Opera Didactica Omnia, en 1657.
Dans cet ouvrage, Comenius a également exposé sa théorie de l'acquisition des langues. Il est l'un des premiers théoriciens à avoir écrit de manière systématique sur la manière dont les langues sont apprises et sur la méthodologie pédagogique pour l'acquisition des langues. Selon lui, l'acquisition d'une langue doit être liée à la sensation et à l'expérience. L'enseignement doit être oral. La salle de classe doit comporter des modèles de choses et, à défaut, des images de ces choses. C'est ainsi qu'il a publié le premier livre illustré pour enfants au monde, Orbis sensualium pictus. L'étude du latin est passée de l'étude d'une langue vivante à utiliser dans le monde réel à une matière du programme scolaire. Ce déclin a donné lieu à une nouvelle justification de son étude. On prétendit alors que l'étude du latin développait les capacités intellectuelles, et l'étude de la grammaire latine devint une fin en soi.

### Temps Modernes

#### XVIeauXVIIIesiècle
Les "écoles de grammaire" se sont concentrées sur l'enseignement des aspects grammaticaux du latin classique. Les étudiants avancés poursuivaient l'étude de la grammaire en y ajoutant la rhétorique.

### XVIIIesiècle
Ce n'est qu'au XVIIIe siècle que l'étude des langues vivantes fait partie du programme des écoles européennes. S'inspirant de l'étude purement académique du latin, les étudiants en langues vivantes faisaient en grande partie les mêmes exercices, étudiant les règles grammaticales et traduisant des phrases abstraites. Le travail oral était réduit au minimum et les étudiants devaient mémoriser des règles grammaticales et les appliquer pour décoder des textes écrits dans la langue cible. Cette méthode, inspirée de la tradition, est connue sous le nom de méthode grammaire-traduction.

### XIXeetXXesiècles
L'innovation dans l'enseignement des langues étrangères a vu le jour au XIXe siècle et a rapidement progressé au XXe siècle, donnant lieu à des méthodes diverses et parfois contradictoires. Les premiers linguistes appliqués, dont Jean Manesca, Heinrich Gottfried Ollendorff, Henry Sweet, Otto Jespersen ont travaillé à l'élaboration de principes et d'approches d'enseignement des langues fondés sur des théories linguistiques et psychologiques, mais ils ont laissé à d'autres le soin d'élaborer de nombreux détails pratiques.

#### Aux États-Unis

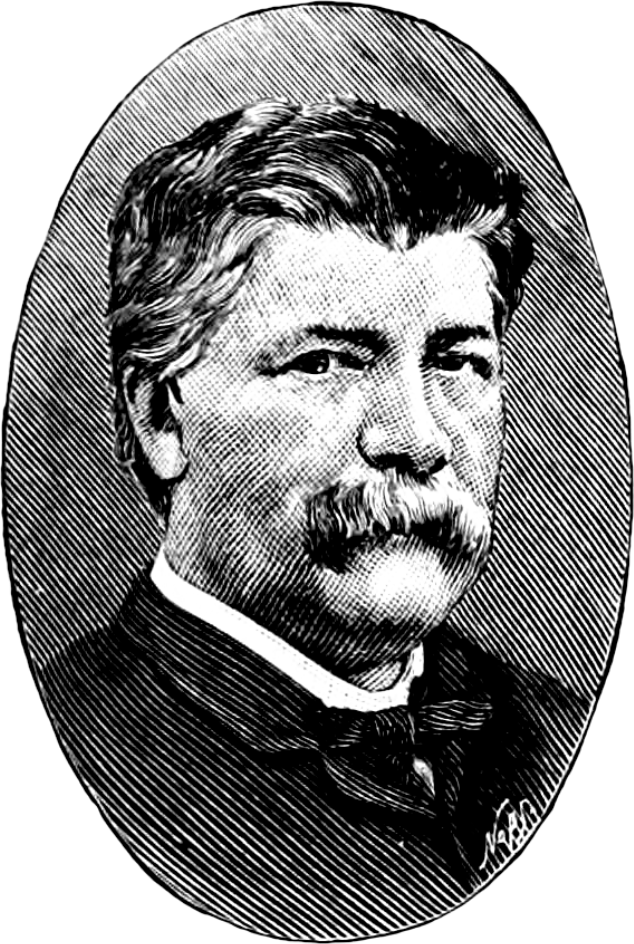
François Gouin.

L'histoire de l'enseignement des langues étrangères au XXe siècle, en particulier dans les universités américaines, semble refléter un modèle d'échec, peu d'étudiants atteignant un niveau de compétence professionnelle minimum. Malgré cela, des preuves anecdotiques mettent en évidence l'apprentissage réussi d'une seconde langue ou d'une langue étrangère, créant une disparité entre les réussites individuelles et les échecs globaux des programmes. On y observe un rejet des anciennes méthodes et la promotion de nouvelles approches sans tenir compte des perspectives historiques. Il note un clivage entre les branches empiriques et théoriques de l'apprentissage des langues, avec une rivalité intense et une communication limitée entre elles. Les approches théoriques de personnalités telles que François Gouin, M.D. Berlitz et Emile B. De Sauzé s'alignent sur les travaux linguistiques de Noam Chomsky, ce qui donne lieu à diverses méthodes d'enseignement allant de la méthode grammaire-traduction et de la « méthode des séries » de Gouin aux méthodes directes (en) de Berlitz et De Sauzé. Avec ces méthodes, les étudiants produisent des phrases originales et significatives afin d'acquérir une connaissance fonctionnelle des règles de grammaire. Cela découle de la position rationaliste selon laquelle l'homme est né pour penser et que l'utilisation du langage est un trait spécifiquement humain, impossible à observer chez d'autres espèces. Étant donné que les langues humaines partagent de nombreux traits communs, l'idée est que les humains partagent une grammaire universelle qui est intégrée dans la structure de notre cerveau. Cela nous permet de créer des phrases que nous n'avons jamais entendues auparavant, mais qui peuvent être immédiatement comprises par quiconque comprend la langue spécifique parlée.
L'histoire de l'enseignement des langues étrangères au XXe siècle et des méthodes d'enseignement (telles que celles présentées ci-dessous) peut sembler être une histoire d'échec. Dans les universités américaines, très peu d'étudiants ayant choisi une langue étrangère comme matière principale atteignent un niveau professionnel minimum. Même les connaissances en lecture requises pour l'obtention d'un doctorat ne sont comparables qu'à ce que lisent les étudiants en deuxième année de langue, et très peu de chercheurs dont l'anglais est la langue maternelle sont capables de lire et d'évaluer des informations écrites dans des langues autres que l'anglais. Même un certain nombre de linguistes célèbres sont monolingues.
Cependant, il est facile de trouver des preuves anecdotiques de la réussite de l'apprentissage d'une seconde langue ou d'une langue étrangère, ce qui entraîne un décalage entre ces cas et l'échec de la plupart des programmes linguistiques. Cela tend à rendre la recherche sur l'acquisition d'une seconde langue émotionnellement chargée. Les anciennes méthodes et approches, telles que la méthode de traduction grammaticale et la méthode directe (en), sont rejetées, voire ridiculisées, tandis que de nouvelles méthodes et approches sont inventées et présentées comme la seule et unique solution au problème des taux d'échec élevés des étudiants en langues étrangères.
La plupart des livres sur l'enseignement des langues énumèrent les différentes méthodes qui ont été utilisées dans le passé et se terminent souvent par la nouvelle méthode de l'auteur. Ces nouvelles méthodes sont généralement présentées comme provenant uniquement de l'esprit de l'auteur, qui n'accorde généralement aucune crédibilité à ce qui a été fait auparavant et n'explique pas comment cela se rapporte à la nouvelle méthode. Par exemple, les linguistes descriptifs semblent affirmer sans hésitation qu'il n'existait pas de méthodes d'enseignement des langues scientifiquement fondées avant leurs travaux (qui ont abouti à la méthode audio-linguistique développée pour l'armée américaine pendant la Seconde Guerre mondiale). Il existe pourtant de nombreuses preuves du contraire. Il est également souvent déduit ou même affirmé que les méthodes plus anciennes étaient totalement inefficaces ou ont complètement disparu, alors qu'en réalité, même les méthodes les plus anciennes sont encore utilisées (par exemple, la version Berlitz de la méthode directe (en)). Les partisans des nouvelles méthodes étaient tellement convaincus de la nouveauté et de la justesse de leurs idées qu'ils ne pouvaient concevoir que les anciennes méthodes soient suffisamment valables pour susciter la controverse. Ce phénomène est dû à l'accent mis sur les nouvelles avancées scientifiques, qui a eu tendance à faire oublier aux chercheurs les précédents dans les travaux plus anciens.
Il y a eu deux branches principales dans le domaine de l'apprentissage des langues, la branche empirique et la branche théorique, et elles ont des histoires presque complètement séparées, chacune gagnant du terrain sur l'autre à un moment ou à un autre. Jesperson, Palmer et Leonard Bloomfield, qui encouragent le mimétisme et la mémorisation à l'aide d'exercices de modèle, sont des exemples de chercheurs du côté empirique. Ces méthodes découlent de la position empirique de base selon laquelle l'acquisition d'une langue résulte d'habitudes formées par le conditionnement et l'apprentissage. Dans sa forme la plus extrême, l'apprentissage du langage est considéré comme identique à tout autre apprentissage chez toute autre espèce, le langage humain étant essentiellement le même que les comportements de communication observés chez d'autres espèces.

### XXIesiècle
Au fil du temps, l'enseignement des langues s'est développé dans les écoles et est devenu une partie du programme d'enseignement dans le monde entier. Dans certains pays, comme les États-Unis, l'enseignement des langues (également appelé langues du monde) est devenu une matière principale au même titre que l'anglais, les mathématiques et les sciences.
Dans certains pays, comme l'Australie, l'enseignement d'une langue étrangère à l'école est si courant aujourd'hui que le sujet de l'enseignement des langues est appelé LOTE ou Language Other Than English (langue autre que l'anglais). Dans la majorité des centres éducatifs anglophones, le français, l'espagnol et l'allemand sont les langues les plus populaires à étudier et à apprendre. L'anglais en tant que seconde langue (ESL) est également disponible pour les étudiants dont la première langue n'est pas l'anglais et qui ne sont pas en mesure de la parler au niveau requis.

## Objets de l'étude

### Caractérisation
L'objet de la didactique des langues étrangères en tant que discipline est l'enseignement et l'apprentissage de langues qui ne sont pas maîtrisées par les apprenants en tant que langues maternelles, mais qui sont apprises en tant que langues étrangères ou secondes langues. En conséquence, elle s'occupe:  
- du processus d'enseignement et d'apprentissage (c'est-à-dire qu'elle se réfère aussi bien à l'enseignant et à ses méthodes qu'aux élèves et à leurs processus d'apprentissage individuels) ;
- de la langue, de ses manifestations (orales et écrites) et de son intégration socioculturelle en tant qu'objet d'enseignement
- l'environnement d'apprentissage institutionnel respectif (directives et programmes d'enseignement, conditions scolaires, salle et organisation de la classe, etc.) ;
- de l'histoire des méthodes d'enseignement des langues étrangères.

En Europe, cette matière est enseignée dans les établissements d'enseignement supérieur scientifique ainsi que dans les séminaires d'études pour la formation pratique à l'école. Dans les pays anglo-saxons, on parle généralement de "Second Language Acquisition Research".

## Méthodes de recherche
Plusieurs procédures sont courantes dans la recherche en didactique des langues étrangères :

### Procédures analytiques et nomologiques
Elles utilisent des procédures statistiques avec contrôle des variables, des méthodes d'enquête standardisées, de la quantification des résultats de l'enquête ainsi que l'évaluation à l'aide de méthodes statistiques. Pour les critères de qualité, elles s'appuient sur l'objectivité (traçabilité et reproductibilité des résultats), la fiabilité (exactitude de la collecte des données et de la mesure) et la validité (validité des résultats par rapport à l'objet de l'étude).

### Les procédures exploratoires et interprétatives (herméneutiques)
Elles cherchent à saisir les domaines complexes de la réalité ("réflexion sur les facteurs" de l'enseignement) dans le but de les modifier. Elles ont pour principaux critères : la validité (c'est-à-dire que le projet de recherche saisit réellement ce qu'il veut étudier), ainsi qu'objectivité et la fiabilité ; les critères statistiques tels que le contrôle des variables et la standardisation des procédures jouent par contre un rôle secondaire. Les principaux instruments de recherche sont l'introspection ("pensée à voix haute", journaux intimes"), le questionnement (différentes formes d'interviews, discussion de groupe, questionnaires), l'observation (avec enregistrement audio ou vidéo) ainsi que la collecte et l'analyse de documents accompagnant l'enseignement (plans hebdomadaires, horaires, matériel pédagogique, évaluations des élèves, portfolios, etc.).

### Triangulation des méthodes
Bien entendu, les méthodes utilisées dans la pratique ne peuvent pas toujours être clairement attribuées à l'une ou l'autre catégorie. Une combinaison de plusieurs approches méthodologiques a surtout lieu dans ce que l'on appelle la triangulation des méthodes (p. ex. combinaison de l'analyse statistique des données avec une enquête supplémentaire auprès des élèves et des enseignants impliqués et évaluation des documents d'accompagnement).

### La recherche-action
La recherche-action est un cas particulier de la recherche exploratoire-interprétative, particulièrement axée sur l'étude et le changement des pratiques d'enseignement existantes.
Alors que la recherche sur l'histoire des institutions et des directives est par exemple herméneutique-interprétative, la recherche dans le domaine de la méthodologie est axée sur la pratique. Il existe ici différentes approches. En règle générale, les théories sont développées dans la science et testées dans la pratique. La recherche-action est une approche méthodologique de recherche très fructueuse, mais elle est rarement utilisée en didactique des langues étrangères (car elle demande beaucoup de temps et de travail). Dans ce cas, le chercheur se rend sur le terrain à étudier et travaille activement à son optimisation. D'une part, cette approche soulève des questions concernant la fiabilité et l'objectivité des résultats, d'autre part, elle garantit un lien étroit entre la théorie et la pratique dans la recherche.

## Épistémologie
Ces méthodes sont depuis longtemps à l'origine de nombreuses controverses, notamment depuis Rubin et Stern, qui ont introduit le concept d'une littérature de langue seconde en 1975, suivi de près par celui de Naiman et al. (1978).
Dans les années 1980, l'accent a été mis sur la classification. Rubin (1981) a classé les stratégies d'apprentissages selon qu'elles étaient directes ou indirectes. En 1985, O'Malley et al. ont divisé les stratégies en trois : catégorie cognitive, métacognitive et sociale.
En 1990, Rebecca Oxford a publié son ouvrage de référence, « Language Learning Strategies : ce que tout enseignant devrait savoir », qui inclut la « Liste des stratégies pour l'apprentissage des langues » (« Strategy Inventory for Language Learning », ou « SILL »). Il s'agit d'un questionnaire qui a souvent été utilisé pour de nombreuses recherches dans les années ayant suivi la publication.
C'est vers la fin des années 1990 qu'Andrew Cohen (1998) a sorti son livre sur les stratégies d'apprentissage et l'utilisation d'une seconde langue.
Les controverses concernant des sujets fondamentaux comme la définition ont toutefois continué, et certains, tels que Macaro en 2006, ont cessé de tenter de définir le concept et préféré plutôt en lister les principales caractéristiques. D'autres, tels que Dornyei et Skehan en 2003, ont abandonné ce cycle de stratégie au profit de plus d'« autonomie ». Par ailleurs, bien que cela ait été montré comme un moyen d'aider les élèves à mieux apprendre une nouvelle langue, certaines études bien connues (parmi lesquelles celles de Porte en 1988 et de Vann et Abraham en 1990) ont donné de mauvais résultats.
L'intérêt porté au potentiel des stratégies visant à encourager l'apprentissage reste cependant très fort (comme pour Cohen et Macaro en 2007). En se fondant sur une revue exhaustive de la littérature, Griffiths (2008) a produit une définition selon laquelle les stratégies d'apprentissage des langues sont des activités qui sont consciencieusement choisies par les apprenants afin de réguler leur propre apprentissage. De plus, Griffiths a démontré qu'il y a corrélation entre l'utilisation d'une stratégie d'apprentissage d'une langue et l'efficacité. Plus récemment (2011), Oxford et Cohen ont publié de nouveaux livres sur le sujet.

## Approche, méthode et technique

### Introduction
En 1963, Edward Mason Anthony Jr., professeur de linguistique à l'université du Michigan, a formulé un cadre pour décrire diverses méthodes d'enseignement des langues, qui comprenait trois niveaux : l'approche, la méthode et la technique. Selon Anthony, "l'organisation est hiérarchique. La clé de l'organisation est que les techniques mettent en œuvre une méthode qui est cohérente avec une approche".

### Approche
Son concept d'approche était un ensemble de principes ou d'idées sur la nature de l'apprentissage des langues qui serait cohérent dans le temps ; " une approche est axiomatique". Sa méthode était plus procédurale ; "un plan global pour la présentation ordonnée du matériel linguistique, dont aucune partie ne contredit l'approche choisie et dont l'ensemble est basé sur cette approche". "Enfin, son concept de technique se référait à la mise en œuvre effective dans la classe de langue : "une astuce, un stratagème ou un artifice particulier utilisé pour atteindre un objectif immédiat". Il considérait que les techniques étaient cohérentes avec une méthode donnée et, par extension, avec une approche donnée.

### Méthode
Une méthode est un plan de présentation du matériel linguistique à apprendre et doit être basée sur une approche choisie. Pour qu'une approche se traduise en méthode, un système pédagogique doit être conçu en tenant compte des objectifs de l'enseignement/apprentissage, de la manière dont le contenu doit être sélectionné et organisé, des types de tâches à accomplir, des rôles des étudiants et des rôles des enseignants.

### Technique
Une technique est un stratagème ou un procédé spécifique et concret conçu pour atteindre un objectif immédiat. Elles découlent de la méthode de contrôle et, de manière moins directe, de l'approche.
Le cadre d'Anthony a été bien accueilli par la communauté des enseignants de langues lorsqu'il a été introduit, et il a été considéré comme un moyen utile de classer les différentes pratiques d'enseignement. Cependant, il ne définissait pas clairement la différence entre l'approche, la méthode et la technique, et Kumaravadivelu rapporte qu'en raison de cette ambiguïté, il a suscité une "insatisfaction généralisée". Anthony lui-même a reconnu les limites de son cadre, et était ouvert à l'idée d'y apporter des améliorations.

## Approche, design et procédure
L'approche de Richards et Rodgers (1982) a développé le cadre à trois niveaux d'Anthony ; cependant, au lieu d'approche, méthode et technique, ils ont choisi les termes approche, conception et procédure. Leur concept d'approche était similaire à celui d'Anthony, mais leur conception et leur procédure avaient une portée plus large que la méthode et la technique d'Anthony. Leur conception fait référence à toutes les implications pratiques majeures en classe, telles que la conception du programme, les types d'activités à utiliser en classe et les rôles de l'élève et de l'enseignant ; la procédure fait référence aux différents comportements, pratiques et techniques observés en classe. Ces nouveaux termes visaient à combler les lacunes du cadre d'Anthony et à fournir des critères spécifiques permettant d'évaluer les différentes "méthodes". Ce processus d'évaluation est l'une des principales différences entre leur formulation et celle d'Anthony, le cadre de ce dernier étant purement descriptif.
Malgré les efforts de Richards et Rodgers pour définir clairement l'approche, la conception et la procédure, leur cadre a été critiqué par Kumaravadivelu pour avoir « un élément d'artificialité dans sa conception et un élément de subjectivité dans son fonctionnement ». Kumaravadivelu signale également des objections similaires soulevées par Pennyworth et par la Routledge Encyclopedia of Language Teaching and Learning. Brown remet également en question la pertinence du terme "design" utilisé par Richards et Rodgers ; il souligne que dans l'enseignement de l'anglais, le terme "design" est généralement utilisé pour se référer spécifiquement à la conception du programme d'études, plutôt qu'à la définition large utilisée par Richards et Rodgers. La plupart des manuels de formation des enseignants actuels privilégient les termes "approche", "méthode" et "technique".

## Méthodes

### Définition
Le concept de méthodologie représente une approche adoptée par divers professionnels tels que chercheurs, didacticiens, linguistes et enseignants pour élaborer une méthode spécifique. Selon Christian Puren, il s'agit d'un ensemble cohérent de procédés et de techniques qui, au fil du temps et par différents concepteurs, a généré des cours relativement originaux par rapport aux précédents, tout en demeurant équivalents en termes de pratiques d'enseignement/apprentissage.

### Historique
À la fin des années 1800 et pendant la majeure partie des années 1900, l'enseignement des langues était généralement conçu en termes de méthode. En cherchant à améliorer les pratiques d'enseignement, les enseignants et les chercheurs essayaient généralement de trouver la méthode la plus efficace. Cependant, la méthode est un concept ambigu dans l'enseignement des langues et a été utilisée de nombreuses manières différentes. Selon Bell, cette diversité d'utilisation "constitue un défi pour quiconque souhaite entrer dans l'analyse ou la déconstruction des méthodes".
Les méthodes d'enseignement des langues peuvent être classées en trois grandes catégories :
- Le point de vue structurel considère la langue comme un système d'éléments structurellement liés pour coder le sens (par exemple, la grammaire).
- Le point de vue fonctionnel considère la langue comme un moyen d'exprimer ou d'accomplir certaines fonctions (par exemple, faire une demande, donner des informations ou demander des informations).
- Le point de vue interactif considère la langue comme un moyen de créer et d'entretenir des relations sociales, en se concentrant sur les modèles de mouvements, d'actes, de négociations et d'interactions que l'on trouve dans les échanges conversationnels. Ce point de vue est relativement dominant depuis les années 1980[22].

En outre, il existe une abondance de méthodes propriétaires liées à des entreprises ou à des écoles particulières qui ne sont pas aussi largement utilisées dans l'enseignement traditionnel. Les plus notables sont les cours d'informatique spécifiques qui utilisent la programmation et la reconnaissance vocale pour donner un retour d'information aux participants.
Au cours du XIXe siècle jusqu'à aujourd'hui, plusieurs méthodologies ont émergé, certaines rompant avec les précédentes, tandis que d'autres s'adaptent en fonction des découvertes linguistiques ou de la situation politico-culturelle mondiale :
- Méthode grammaire et traduction
- Méthode directe (en)
- Méthode audio-visuelle
- Méthode audio-orale
- Double traduction
- Approche communicative (en)
- Approche ou perspective actionnelle

Le terme « méthode » est défini comme une série d'approches rationnelles fondées sur un ensemble cohérent de principes ou d'hypothèses linguistiques, psychologiques et pédagogiques, visant à atteindre un objectif spécifique. En parallèle, la notion de stratégie est envisagée comme un arrangement organisé, finalisé et régulé d'opérations choisies par un individu pour accomplir une tâche qui se présente à lui.

### Méthode grammaire et traduction
L'apprentissage d'une langue fondée sur la grammaire met l'accent sur les différentes règles de grammaire contenues dans la langue à apprendre. On pense qu'une fois que la grammaire a été apprise par cœur, l'assimilation du vocabulaire est plus facile. Cette méthode permet aux apprenants de comprendre les règles grammaticales d'une langue, et ils peuvent ainsi développer des compétences de lecture et d'écriture dans cette nouvelle langue. Cependant, apprendre suffisamment de règles de grammaires pour pouvoir bien utiliser une langue peut prendre du temps, et les efforts de mémorisations nécessaires rendent souvent cette méthode frustrante.
La méthode traditionnelle d'apprentissage d'une langue étrangère, dite méthode grammaire et traduction, correspond à l'enseignement du grec et du latin, qui sont des langues anciennes. C'est à la fois par mémorisation du lexique (utilisation d'un dictionnaire) et enseignement de la grammaire que les apprentissages s'organisent. L'objectif est de traduire une langue dans une autre.
Selon Richards et Rodgers, la méthode grammaire et traduction a été rejetée en tant que méthode légitime d'apprentissage des langues par les spécialistes modernes.

### Méthode directe

#### Définition
La méthode directe (en), parfois également appelée méthode naturelle, est une méthode qui s'abstient d'utiliser la langue maternelle de l'apprenant (la langue source) et se contente d'utiliser la langue cible. La méthode dite directe ne s'intéresse ni à la traduction ni à la mémorisation. L'apprenant étant directement confronté à une seconde langue, il n'y a pas d'aide ou utilisation de la langue maternelle première. L'objectif est de placer l'apprenant dans des conditions où il se trouverait s'il s'était déplacé dans un pays étranger. Les motivations sont équivalentes à celle de l'acquisition d'une langue naturelle maternelle.

#### Contexte au cours duquel se conceptualise la méthode
Elle a vu le jour en Allemagne et en France vers 1900 et est surtout représentée par les méthodes conçues par Berlitz et de Sauzé, bien qu'aucune ne revendique l'originalité et qu'elle ait été réinventée sous d'autres noms.

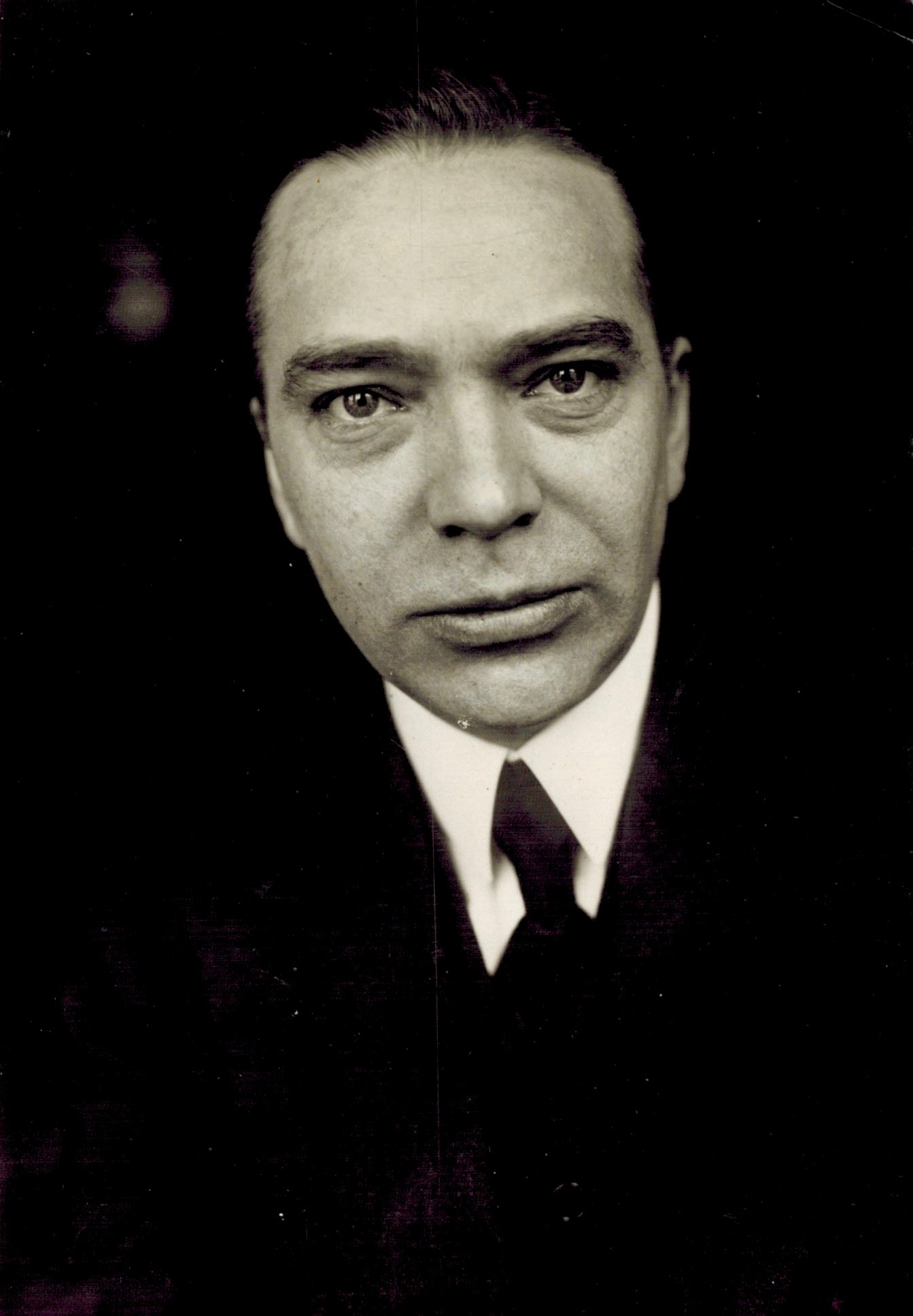
Andreo Cseh.

La méthode directe a une application spécifique à l'espéranto, dès le début des années 1920. En effet, devant la nécessité de devoir animer un cours d'espéranto en 1920 dans la ville transylvanienne de Sibiu et pour le compte d'une société de travailleurs originaires de trois pays différents, Andreo Cseh dut s'adapter, et créa une méthode d'enseignement qui désormais porte son nom et qui relève de la méthode directe.

#### Caractéristiques
La méthode directe repose sur l'idée que l'apprentissage d'une deuxième langue doit être une imitation de l'apprentissage de la première langue, car c'est la manière naturelle dont les êtres humains apprennent une langue : un enfant ne s'appuie jamais sur une autre langue pour apprendre sa première langue, et la langue maternelle n'est donc pas nécessaire à l'apprentissage d'une langue étrangère. Cette méthode met l'accent sur une prononciation correcte et sur la langue cible dès le départ. Elle préconise l'enseignement des compétences orales au détriment de tous les objectifs traditionnels de l'enseignement des langues. Ces méthodes reposent sur la représentation directe d'une expérience dans une construction linguistique plutôt que sur des abstractions telles que le mimétisme, la traduction et la mémorisation de règles de grammaire et de vocabulaire.
Selon cette méthode, le langage imprimé et les textes doivent être tenus à l'écart des apprenants de deuxième langue aussi longtemps que possible, tout comme un apprenant de première langue n'utilise pas de mots imprimés tant qu'il n'a pas une bonne maîtrise de la parole. L'apprentissage de l'écriture et de l'orthographe doit être retardé jusqu'à ce que le mot imprimé ait été introduit, et la grammaire et la traduction doivent également être évitées parce qu'elles impliqueraient l'application de la première langue de l'apprenant. Tous ces éléments doivent être évités car ils entravent l'acquisition d'une bonne compétence orale.
La méthode repose sur une progression pas à pas basée sur des séances de questions-réponses qui commencent par la dénomination d'objets courants tels que des portes, des crayons, des sols, etc. Cette méthode est motivante car l'apprenant commence à utiliser une langue étrangère presque immédiatement. Les leçons progressent vers les formes verbales et d'autres structures grammaticales, l'objectif étant d'apprendre une trentaine de nouveaux mots par leçon.

### Méthode audio-visuelle

#### Définition
L'apprentissage d'une langue fondé sur le vocabulaire utilise beaucoup le principe d'association d'un mot à une image, ce qui est comparable à la façon dont les enfants apprennent leur langue maternelle puisque cette méthode est relativement facile. L'utilisation d'images aide les apprenants qui ont une mémoire visuelle à mémoriser le vocabulaire, et grâce aux avancées technologiques importantes, les technologies assistées par ordinateur peuvent remplacer les jeux traditionnels de cartes mémoire utilisés avant.Cependant, le manque de règles de grammaire dans l'approche basée sur le vocabulaire donne des résultats hasardeux et désordonnés dans le cadre d'une communication dans la langue nouvellement acquise.

#### Contexte au cours duquel se conceptualise la méthode
À la suite de la Seconde Guerre mondiale et de la décolonisation, la France se trouvait obligée de lutter contre l'expansion de l'anglais comme langue de communication internationale et cherche à retrouver son rayonnement culturel et linguistique dès le début des années 1950. Des équipes de recherches, constituées de linguistes, de littéraires et de pédagogues, s'activent en France et à l'étranger pour trouver les meilleurs outils pour diffuser le français langue étrangère (FLE). Le plan de travail est fignolé par le ministère de l'Éducation qui en fait une affaire d'État. L'objectif à atteindre est la facilitation de l'apprentissage et la diffusion générale de la langue. Cette politique est mise en place à la suite d'une recommandation de l'Unesco de faciliter l'éducation de masse dans les pays en voie de développement.
En 1954, les résultats des études lexicales sont publiés par le Centre de recherche et d'étude pour la diffusion du français (CREDIF) en deux listes : le français fondamental est considéré comme une base indispensable pour une première étape d'apprentissage du FLE pour des élèves en situation scolaire. Il désire leur proposer une acquisition progressive et rationnelle de la langue qui devrait leur permettre de mieux la maîtriser. Le français fondamental a été l'objet de nombreuses critiques, surtout d'ordre linguistique. Pour certains, c'était un crime contre l'intégrité de la langue française, et pour d'autres, il devait être actualisé puisque certains dialogues « fabriqués » présentaient une langue peu vraisemblable, et il devait également tenir en compte les besoins langagiers et les motivations réelles du public visé. C'est ce que prétend faire plus tard le CREDIF avec le livre Système d'apprentissage des langues vivantes par les adultes : Un niveau-seuil. L'ouvrage est adapté aux migrants et aux élèves.

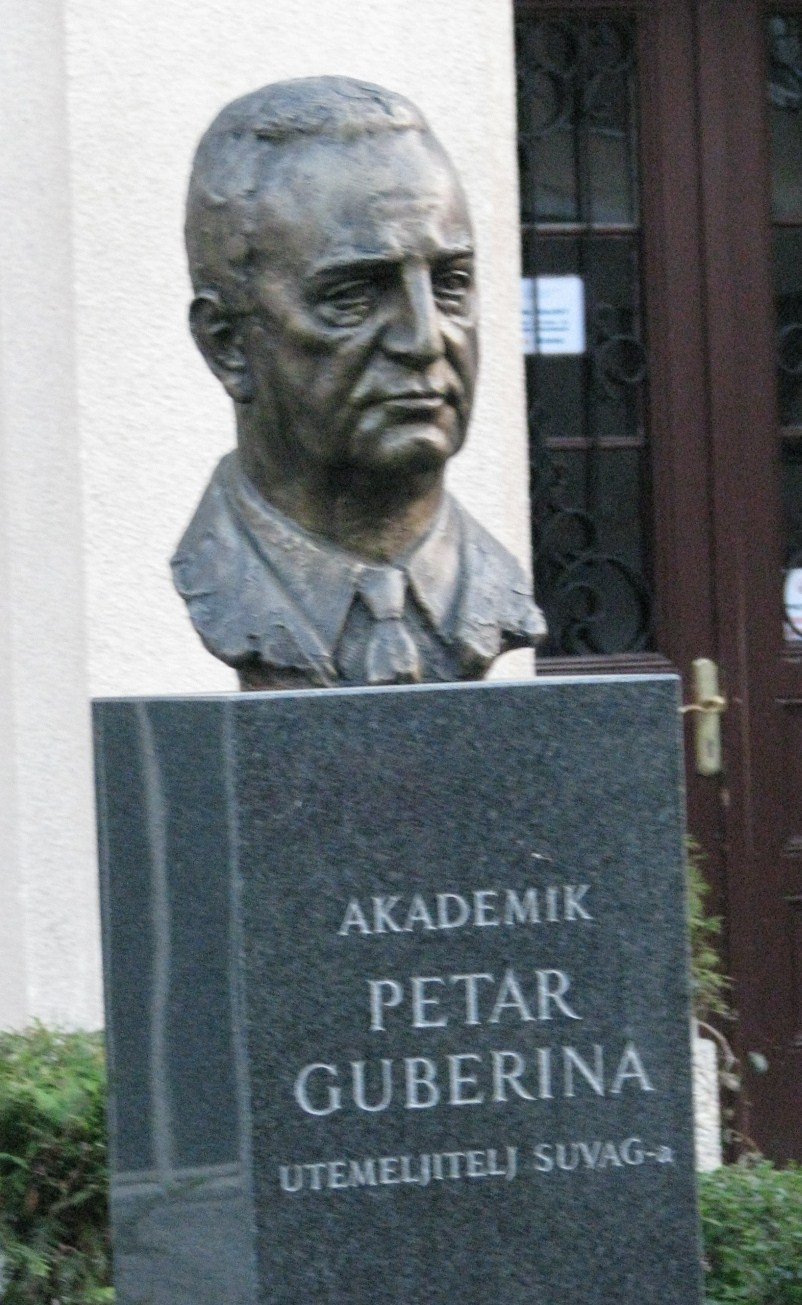
Petar Guberina.

C'est au milieu des années 1950 que Petar Guberina de l'Université de Zagreb donne les premières formulations théoriques de la méthode SGAV (structuro-globale audio-visuelle). La méthodologie audiovisuelle (MAV) domine en France dans les années 1960-1970, et le premier cours élaboré suivant cette méthode, publié par le CREDIF en 1962, est la méthode Voix et images de France. La cohérence de la méthode audiovisuelle était construite autour de l'utilisation conjointe de l'image et du son. Le support sonore était constitué par des enregistrements magnétiques et le support visuel par des images fixes. En effet, les méthodes audiovisuelles avaient recours à la séquence d'images pouvant être de deux types, des images de transcodage qui traduisaient l'énoncé en rendant visible le contenu sémantique des messages ou bien des images situationnelles qui privilégiaient la situation d'énonciation et les composantes non linguistiques comme les gestes, les attitudes, les rapports affectifs… La MAV se situait dans le prolongement de la méthodologie directe tout en essayant de donner des solutions aux problèmes auxquels s'étaient heurtés les méthodologues directs. Les didacticiens français ont également reconnu l'influence décisive américaine dans les débuts de l'élaboration de la MAV française, mais Noam Chomsky influencera la suite de son élaboration et son utilisation.

#### Caractéristiques
La méthodologie SGAV repose sur le triangle : situation de communication/ dialogue/ image. Dans la méthodologie audiovisuelle, les quatre habiletés étaient visées, bien qu'on accordât la priorité à l'oral sur l'écrit. La MAV prend aussi en compte l'expression des sentiments et des émotions, non considérés auparavant. Sur le plan de l'apprentissage, la MAV suivait la théorie de la Gestalt, qui préconisait la perception globale de la forme, l'intégration par le cerveau, dans un tout, des différents éléments perçus par les sens. Dans le cas des langues, l'apprentissage passerait par l'oreille et la vue. La langue étant considérée comme un ensemble acoustico-visuel, la grammaire, les clichés, la situation et le contexte linguistique avaient pour but de faciliter l'intégration cérébrale des stimuli extérieurs. Cette méthode s'appliquera aussi bien à l'enseignement du lexique (sans recourir à la traduction en langue maternelle) qu'à l'enseignement grammatical (sans l'intermédiaire de la règle, l'apprenant saisit les règles de manière intuitive). La méthode audiovisuelle s'appuie sur un document de base dialogué conçu pour présenter le vocabulaire et les structures à étudier.
La méthodologie structuro-globale-audiovisuelle est pour beaucoup plus proche de la méthodologie directe européenne que de l'audio-orale américaine et présenterait également des affinités avec la méthode situationnelle anglaise. En ce sens, la SGAV aurait le mérite de tenir compte du contexte social d'utilisation d'une langue et permettrait d'apprendre assez vite à communiquer oralement avec des natifs de langues étrangères, mais n'offrirait pas la possibilité de comprendre des natifs parlant entre eux ni les médias. La méthodologie SGAV exige la mise en place d'un dispositif lourd d'enseignement qui comporte des formations spécifiques aux enseignants par le biais de stages, des coûts matériels importants de mise en place (magnétophone/ laboratoire de langue...), et des dispositifs d'enseignement contraignants : nombre réduit d'apprenants/ enseignement hebdomadaire intensif/ formation sur une longue durée (2 à 3 ans).

### Méthode audio-orale

#### Contexte au cours duquel se conceptualise la méthode

##### Prémisses
La méthodologie audio-orale naît au cours de la Seconde Guerre mondiale pour répondre aux besoins de l'armée américaine de former rapidement des gens parlant d'autres langues que l'anglais. On a alors créé la méthode pour l'armée, qui n'a duré en réalité que deux ans, mais elle a provoqué un grand intérêt dans le milieu didactique. C'est dans les années 1950 que des spécialistes de la linguistique appliquée ont créé la méthode audio-orale (MAO), en prenant pour socle la méthode de l'armée et en l'appliquant systématiquement. En effet, lorsque le gouvernement s'est rendu compte qu'il avait besoin d'un plus grand nombre de personnes capables de tenir des conversations dans différentes langues, de travailler comme interprètes, assistants de salle de code et traducteurs. Cependant, comme l'enseignement des langues étrangères dans ce pays était fortement axé sur l'apprentissage de la lecture, il n'existait à l'époque aucun manuel, autre matériel ou cours, et il a donc fallu concevoir de nouvelles méthodes et de nouveaux matériels Les soldats avaient besoin de converser avec les populations des pays où ils étaient stationnés et devaient donc apprendre rapidement de nouvelles langues. Le programme d'entraînement spécialisé de l'armée américaine a créé des programmes intensifs basés sur les techniques mises au point par Leonard Bloomfield et d'autres linguistes pour les langues amérindiennes, où les étudiants interagissaient de manière intensive avec des locuteurs natifs et un linguiste dans le cadre de conversations guidées destinées à décoder la grammaire de base et à apprendre le vocabulaire. Cette "méthode de l'informateur" a connu un grand succès grâce à la taille réduite des classes et à la motivation des apprenants.
Le programme de formation spécialisée de l'armée américaine n'a duré que quelques années, mais il a attiré l'attention de la presse populaire et de la communauté universitaire. Charles C. Fries a créé le premier institut de langue anglaise à l'université du Michigan, afin de former des professeurs d'anglais langue seconde pour les professeurs de langues étrangères. Des programmes similaires ont ensuite été créés à l'université de Georgetown, à l'université du Texas, entre autres, sur la base des méthodes et techniques utilisées par l'armée. La méthode développée avait beaucoup en commun avec l'approche orale britannique, bien que les deux se soient développées indépendamment. La principale différence réside dans le fait que les méthodes audio-linguistiques en développement font allégeance à la linguistique structurelle, en se concentrant sur la grammaire et l'analyse contrastive pour trouver les différences entre la langue maternelle de l'étudiant et la langue cible afin de préparer des supports spécifiques pour résoudre les problèmes potentiels. Ces supports mettent fortement l'accent sur l'exercice comme moyen d'éviter ou d'éliminer ces problèmes.

##### Conceptualisation de la méthode
Cette première version de la méthode s'appelait à l'origine la méthode orale, la méthode audio-orale ou l'approche structurelle. La méthode audio-linguistique a véritablement commencé à prendre forme vers la fin des années 1950, cette fois sous la pression du gouvernement dans le cadre de la course à l'espace. Les cours et les techniques ont été repensés afin d'ajouter à la linguistique structurelle et à l'analyse constructive déjà utilisées, des éléments issus de la psychologie behavioriste. Dans le cadre de cette méthode, les étudiants écoutent ou visionnent des enregistrements de modèles linguistiques agissant dans des situations. Ils s'exercent à l'aide de divers exercices et l'instructeur insiste sur l'utilisation de la langue cible à tout moment. L'idée est qu'en renforçant les comportements "corrects", les étudiants en feront des habitudes.
La structure typique d'un chapitre utilisant la méthode audio-linguistique (MAL - et il y a même eu un manuel intitulé MAL  en 1963) était généralement normalisée comme suit : 
1. Le premier élément était un dialogue dans la langue étrangère (LE) à mémoriser par l'étudiant. Le professeur le passait en revue la veille.
2. Il y avait ensuite des questions en langue étrangère sur le dialogue auxquelles l'étudiant devait répondre dans la langue cible.
3. Souvent, une brève introduction à la grammaire du chapitre suivait, y compris le(s) verbe(s) et les conjugaisons.
4. Le pilier du chapitre était le "pattern practice", c'est-à-dire des exercices qui attendaient des réponses "automatiques" de la part de l'élève lorsqu'un nom, une conjugaison de verbe ou un adjectif d'accord devait être inséré dans l'espace vide du texte (ou pendant la pause de l'enseignant). L'enseignant pouvait demander à l'élève d'utiliser le livre ou de ne pas l'utiliser, en fonction de la manière dont les devoirs étaient assignés. Selon le temps disponible, la classe pouvait répondre en chœur, ou l'enseignant pouvait choisir des individus pour répondre. Julian Dakin a inventé l'expression "meaningless drills" pour décrire ce type de pratique, que d'autres ont également décrit comme "mimicry-memorization" (mimétisme-mémorisation)[44].
5. Il existe une liste de vocabulaire, parfois accompagnée de traductions dans la langue maternelle.
6. Le chapitre se terminait généralement par un court exercice de lecture.

#### Objectifs
Le but de la méthode audio-visuelle (MAO) était de parvenir à communiquer en langue étrangère, et on visait donc les quatre habiletés afin de communiquer dans la vie de tous les jours. Cependant, on continuait à accorder la priorité à l'oral.
On concevait la langue comme un ensemble d'habitudes, d'automatismes linguistiques qui font que des formes linguistiques appropriées sont utilisées de façon spontanée. On niait la conception universaliste de la langue en considérant que chaque langue a son propre système phonologique, morphologique et syntaxique. Comme on ne considérait pas le niveau sémantique, la signification n'occupait pas une place prioritaire en langue étrangère. C'est pourquoi le vocabulaire était relégué au second plan par rapport aux structures syntaxiques.
De plus, les habitudes linguistiques de la langue maternelle étaient considérées principalement comme une source d'interférences lors de l'apprentissage d'une langue étrangère. Afin de les éviter, il était recommandé que le professeur communique uniquement dans la langue étrangère. La place de la culture étrangère est très importante, mais elle est introduite comme une cause d'erreurs de compréhension. La M.A.O. développe donc un projet de comparatisme culturel mettant l'accent sur les différences dans les façons de vivre. Cette méthodologie a besoin pour s'appliquer d'instruments comme les exercices structuraux et les laboratoires de langues pour réaliser une acquisition et une fixation d'automatisme linguistique. On remarque que la linguistique et la psychologie de l'apprenant sont présentes dans la conception didactique de la méthodologie.

#### Critiques
La MAO a été critiquée pour le manque de transfert hors de la classe de ce qui a été appris, et on a considéré que sa validité se limitait au niveau élémentaire. De même, à l'enthousiasme pour les exercices structuraux a succédé la déception. En effet, les exercices ennuyaient les élèves et les démotivaient, et le passage du réemploi dirigé au réemploi spontané ne se faisait que rarement. Il faut aussi mentionner que le fait d'enseigner la grammaire étape par étape, n'interdisait aucunement la fréquence des fautes.

#### Influences
À partir du début des années 1960, on a assisté à une importante influence de la linguistique sur la didactique du français langue étrangère. L'expression « linguistique appliquée » devient alors synonyme de « pédagogie des langues », ce qui révèle son influence sur la didactique des langues étrangères en France. La MAO n'a pas connu de réalisations françaises en FLE, mais certains aspects seront repris dans la méthodologie audio-visuelle française. Elle sera finalement mise à mal lorsque le béhaviorisme et le distributionnalisme seront remis en question par les linguistes eux-mêmes.

### Double traduction
La double traduction nécessite un enseignant compétent qui soit familier avec le passage à traduire. Cette méthode a été esquissée par Roger Ascham et utilisée pour traduire de nombreux ouvrages classiques. En donnant à l'élève les informations sur l'arrière-plan, le but et la structure grammaticale, l'apprentissage se fait grâce à la traduction du passage effectuée par l'élève vers la langue voulue à l'écrit, puis grâce aux corrections apportées en cas d'erreurs. Bien que cette technique puisse être utile lors de l'apprentissage d'une langue qui ne sera que lue, non parlée ou écoutée, par l'élève, comme le latin, cela n'apporte pas de compétences pour la compréhension ou l'expression orales et peut prendre beaucoup de temps,.

### Approche communicative

#### Origines
Apparaissant en réaction à la MAO ainsi qu'à la MAV, l'approche communicative (en) est une des principales méthodologies de la didactique des langues. La méthode est basée sur le principe de la compétence de communication.
Employée à l'origine dans le contexte scolaire, l'approche communicative, appelée aussi méthode naturelle, se concentre sur les différents aspects du langage, notamment les compréhensions écrite et orale et l'écrit, constituant ainsi une approche très complète d'apprentissage des langues. Des recherches antérieures, menées sur l'approche communicative parmi les personnes dont l'anglais n'était pas la langue maternelle, ont montré que la plupart des étudiants issus d'un tel environnement préféraient cette méthode pour améliorer leur anglais.

#### Caractéristiques
Avant l'approche communicative, l'apprentissage des langues étrangères ne prenait pas en compte des paramètres de la situation de communication, tels que les caractéristiques des interlocuteurs et leurs relations, le lieu et moment de communication, le but de l'échange, l'intention de l'émetteur et l'interprétation du destinataire (récepteur). C'est en apprenant à prendre en compte la situation que l'interlocuteur choisit les mots et le registre qui convient. C'est l'individu qui est au centre de l'apprentissage et qui doit apprendre à apprendre notamment de ses erreurs qui sont considérées comme formatives. L'accent est davantage mis sur les jeux de rôle, la créativité et prend plus en considération l'écrit.
Dans les classes, les élèves sont maintenance issus de cultures et de milieux variés. Cette évolution encourage les enseignants à éviter d'utiliser une seule méthode spécifique adaptée aux besoins de l'élève. L'utilisation d'une pédagogie différenciée implique de modifier le contenu d'un cours et les méthodes utilisées. Les élèves apprennent la même chose, il n'y a que la méthode d'apprentissage qui diffère. Les bénéfices d'un enseignement différencié ne constituent pas une aide que pour les élèves qui apprennent une langue mais aussi pour l'enseignant, qui peut mieux cerner la façon dont l'élève apprend.
Ces dernières années, l'apprentissage des langues basé sur des tâches (TBLL), également connu sous le nom d'enseignement des langues basé sur des tâches (TBLT) ou d'instruction basée sur des tâches (TBI), a connu une popularité croissante. Il s'agit d'un perfectionnement de l'approche CLT, qui met l'accent sur la réussite des tâches en tant qu'élément d'organisation et de base d'évaluation de l'enseignement des langues. L'enseignement des langues par Dogme partage la même philosophie que la TBL, bien que son approche soit différente. Dogme est une approche communicative et encourage l'enseignement sans manuels publiés, en se concentrant plutôt sur la communication conversationnelle entre les apprenants et l'enseignant.

#### Critiques
Malgré un certain nombre de critiques, l'approche continue d'être populaire, en particulier en Europe, où les points de vue constructivistes sur l'apprentissage des langues et l'éducation en général dominent le discours académique. L'enseignement communicatif des langues n'est pas tant une méthode en soi qu'une approche.

### Approche ou perspective actionnelle

#### Origines
Emergant dans le milieu des années 1990, l'approche actionnelle se base sur la réalisation d'une tâche, une action socio-langagière. Elle est proposée dans le Cadre européen commun de référence (CECR), mais de plus en plus, on évoque une approche co-actionnelle, qui implique la réalisation commune d'une action, d'un projet en commun et tend vers une approche participative et ne reste pas cantonnée dans une perspective individualiste.

#### Caractéristiques
L'approche actionnelle considère que communiquer, c'est agir et vivre, et il n'a de sens que dans l'action réelle. La pédagogie ne se fait donc plus par simulation et situations imaginaires lointaines mais par l'emploi de la langue cible dans la société réelle « classe de langue » et par projets (Rosen 2010, p. 34-35). On peut lui rattacher les dispositifs d'intégration de la langue cible avec un contenu : EMILE (CLIL), Tandem, etc. La notion de tâche à accomplir est introduite : l'individu utilise une langue dans un contexte social particulier et en vue de réaliser des tâches concrètes et précisent qui dépassent celui de la communication qui est perçu dès lors comme un outil d'action sociale. C'est en réalisant cette tâche que les apprenants s'expriment et intègrent la langue. Enfin, la perspective actionnelle prend en compte l'aspect sociologique.

### Immersion linguistique
L'immersion linguistique en milieu scolaire permet de transmettre un contenu académique par le biais d'une langue étrangère, ce qui favorise l'apprentissage de la L2 et le maintien de la première langue. Il existe trois principaux types de programmes d'enseignement par immersion aux États-Unis : l'immersion en langue étrangère, l'immersion double et l'immersion indigène.
Les programmes d'immersion en langue étrangère aux États-Unis sont conçus pour les élèves dont la langue maternelle est l'anglais. Dans le modèle d'immersion précoce, pendant tout ou partie de la journée scolaire, les enfants de l'école élémentaire reçoivent leur enseignement (académique) par l'intermédiaire d'une autre langue : espagnol, français, allemand, chinois, japonais, etc. Dans les modèles d'immersion totale précoce, les enfants reçoivent tout le contenu normal de la maternelle et de la première année par le biais de la langue d'immersion ; la lecture en anglais est introduite plus tard, souvent en deuxième année. La plupart des matières (mathématiques, sciences, études sociales, art, musique) continuent d'être enseignées dans la langue d'immersion. Dans les modèles d'immersion partielle précoce, une partie de la journée scolaire (généralement 50 %) est consacrée à l'enseignement dans la langue d'immersion, et une autre partie à l'enseignement en anglais.
Les programmes d'immersion en langue française sont courants au Canada dans les systèmes scolaires provinciaux, dans le cadre de la promotion du bilinguisme, et sont de plus en plus nombreux aux États-Unis dans les systèmes scolaires publics. En 1998, Branaman & Rhodes rapportent qu'entre 1987 et 1997, le pourcentage de programmes élémentaires offrant un enseignement en langue étrangère aux États-Unis par le biais de l'immersion est passé de 2 % à 8 %, et Curtain & Dahlberg font état de 278 programmes d'immersion en langue étrangère dans 29 États. Les recherches menées par Swain et d'autres montrent que les enfants atteignent des niveaux de compétence beaucoup plus élevés dans les programmes d'immersion en langue étrangère que dans les modèles traditionnels d'enseignement des langues étrangères à l'école élémentaire.

### Voie silencieuse
La méthode silencieuse est une approche d'apprentissage par la découverte, inventée par Caleb Gattegno à la fin des années 1950. L'enseignant est largement silencieux, ce qui laisse plus d'espace aux élèves pour explorer la langue. Les élèves sont responsables de leur propre apprentissage et sont encouragés à s'exprimer ; les débutants parlent de ce qu'ils voient, les élèves plus avancés parlent de leur vie et de ce qu'ils pensent. Le rôle de l'enseignant n'est pas de modeler la langue mais de corriger les erreurs en donnant un retour d'information sensible. En ce qui concerne l'enseignement de la prononciation, le Silent Way est un bon exemple de l'approche articulatoire.

### Apprentissage communautaire des langues
L'apprentissage communautaire des langues est une méthode proposée par Charles A. Curran dans les années 1970. Elle est basée sur l'approche du conseil dans laquelle l'enseignant est considéré comme un conseiller. Il met l'accent sur le sens de la communauté dans le groupe d'apprentissage, encourage l'interaction en tant qu'aspect vital de l'apprentissage et considère comme une priorité les sentiments des étudiants et la reconnaissance des difficultés dans l'acquisition de la langue. Il n'y a pas de programme ou de manuel à suivre, et ce sont les élèves eux-mêmes qui déterminent le contenu de la leçon. Il intègre notamment des techniques de traduction et d'enregistrement.

### Suggestopédie

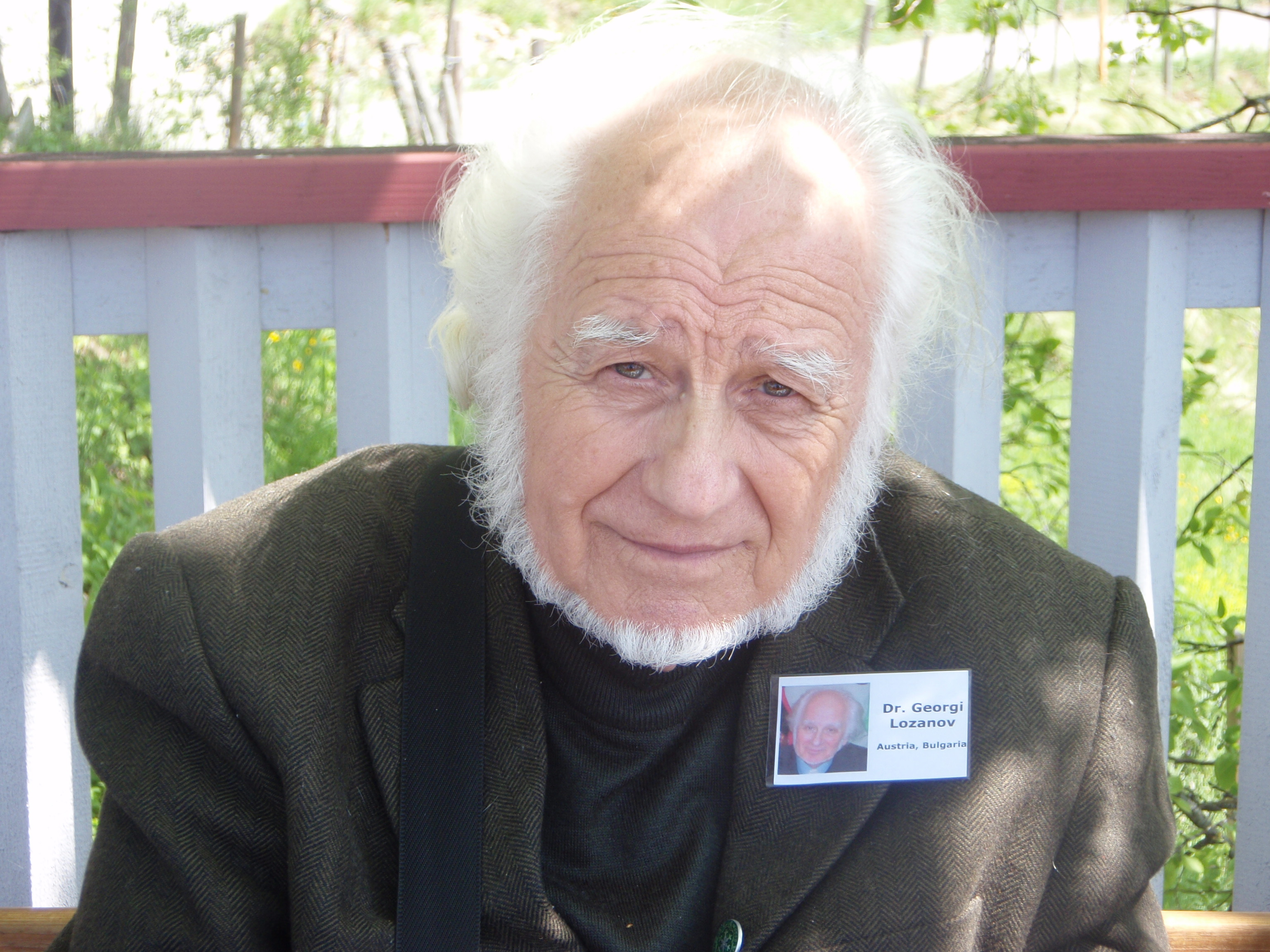
Guéorgui Lozanov en 2008.

La suggestopédie, qui est un mélange de « suggestion » et de « pédagogie », est une méthode d'enseignement des langues étrangères développée par le psychiatre bulgare Guéorgui Lozanov,, et également connue sous le nom de "désuggestopédie".
Développée pour la première fois dans les années 1970, la suggestopédie utilise des suggestions positives dans l'enseignement des langues. En 1978, Lozanov a présenté la méthode à une commission de l'UNESCO à Paris. Deux ans plus tard, en 1980, l'UNESCO a publié son rapport final qui contenait des avis mitigés sur la théorie. D'une part, elle affirme que la suggestopédie est une technique d'apprentissage des langues pour les locuteurs d'une deuxième langue, mais le rapport contient également diverses critiques de la théorie.

### Approche naturelle
L'approche naturelle est une méthode d'enseignement des langues développée par Stephen Krashen et Tracy D. Terrell. Elle met l'accent sur le fait que l'apprenant reçoit de grandes quantités d'informations compréhensibles. L'approche naturelle peut être considérée comme faisant partie de l'approche compréhensive de l'enseignement des langues.

### Réponse physique totale
Dans la réponse physique totale (RPT) mise au point par James Asher, le formateur donne aux étudiants des ordres dans la langue cible et les étudiants exécutent ces ordres en réagissant avec tout leur corps. Cette méthode peut être considérée comme faisant partie de l'approche compréhensive de l'enseignement des langues.

### Enseignement des compétences par la lecture et le récit
L'enseignement des compétences par la lecture et le récit (TPR Storytelling ou TPRS) a été développé par Blaine Ray, professeur de langues en Californie, dans les années 1990. Au départ, il s'agissait d'une variante de la réponse physique totale qui incluait également la narration, mais elle a évolué pour devenir une méthode à part entière et a gagné un grand nombre d'adeptes parmi les enseignants, en particulier aux États-Unis. La TPR Storytelling peut être considérée comme faisant partie de l'approche compréhensive de l'enseignement des langues.

### Enseignement par l'approche Dogme
L'enseignement des langues Dogme est considéré à la fois comme une méthodologie et un mouvement. Le Dogme est une approche communicative de l'enseignement des langues qui encourage l'enseignement sans manuels publiés et en se concentrant plutôt sur la communication conversationnelle entre les apprenants et l'enseignant. Elle trouve son origine dans un article de Scott Thornbury, auteur d'ouvrages sur l'enseignement des langues. L'approche Dogme est également appelée "Dogme ELT", ce qui reflète ses origines dans le secteur de l'ELT (enseignement de l'anglais). Bien que l'enseignement des langues Dogme tire son nom d'une analogie avec le mouvement cinématographique Dogme 95 (initié par Lars von Trier), le lien n'est pas considéré comme étroit.

### L'approche de la participation croissante
L'approche de la participation croissante (GPA) est une autre façon d'envisager l'acquisition d'une seconde langue, développée par Greg Thomson. L'approche GPA est généralement mise en œuvre à l'aide de la méthode du Programme en six phases (SPP) de Thomson, qui comprend 1 500 heures d'activités spéciales de participation à la croissance, soutenues par un locuteur local de langue maternelle et ciblées sur la zone de croissance de l'apprenant (zone de développement proximal). Le programme en six phases utilise un certain nombre de techniques, telles que le TPR, pour développer rapidement la capacité de compréhension des apprenants sans utiliser l'anglais. L'objectif est d'aider les apprenants à "grandir" continuellement dans leur capacité à "participer" de manière significative à la culture d'accueil. Les influences de l'AMP comprennent Vygotsky, ainsi que "la psycholinguistique de la compréhension et de la production, les approches du langage basées sur l'utilisation, l'anthropologie linguistique et l'analyse du discours".

### Méthodes propriétaires
Certaines méthodes sont liées à une entreprise ou à une école particulière et ne sont pas utilisées dans l'enseignement ordinaire. Outre celles mentionnées ci-dessous, il existe des dizaines de concurrents, tous légèrement différents, notamment les cours sur ordinateur qui utilisent la reconnaissance vocale pour donner un retour sur la prononciation.

#### Système d'apprentissage des langues Pimsleur
Le système d'apprentissage des langues Pimsleur est basé sur les recherches et les programmes modèles développés par le professeur de langues américain Paul Pimsleur. Il s'agit de leçons enregistrées de 30 minutes à faire quotidiennement, chaque leçon comportant généralement un dialogue, une révision et du nouveau matériel. Les étudiants sont invités à traduire des phrases dans la langue cible et, occasionnellement, à répondre dans la langue cible à des répliques prononcées dans la langue cible. L'enseignement commence dans la langue de l'élève, mais passe progressivement à la langue cible. Il existe aujourd'hui plusieurs programmes entièrement audio pour enseigner différentes langues en utilisant la méthode Pimsleur. Le programme est le même dans toutes les langues.

#### Méthode Michel Thomas
La méthode Michel Thomas est un système d'enseignement basé sur l'audio développé par Michel Thomas, un professeur de langues aux États-Unis. À l'origine, l'enseignement se faisait en personne, mais depuis la mort de Michel Thomas, il se fait par le biais de leçons enregistrées. L'enseignement se fait entièrement dans la langue de l'étudiant, bien que les réponses de l'étudiant soient toujours attendues dans la langue cible. La méthode se concentre sur la construction de phrases longues avec une grammaire correcte et sur le développement de la confiance en soi de l'étudiant. Il n'y a pas de pratique de l'écoute, ni de lecture ou d'écriture. Le programme est ordonné autour des caractéristiques les plus faciles et les plus utiles de la langue et, en tant que tel, il est différent pour chaque langue.

## Autres
- Appropedia est de plus en plus utilisé comme méthode pour permettre l'apprentissage par le service dans l'enseignement des langues[72].
- L'apprentissage des langues assisté par ordinateur (CALL)[73] est une méthode qui comprend une combinaison de méthodes et de techniques utilisant les ressources disponibles sur Internet, ainsi qu'une variété de logiciels d'apprentissage des langues.
- Il existe de nombreux logiciels d'apprentissage des langues qui utilisent les capacités multimédias des ordinateurs
- L'apprentissage par l'enseignement est une méthode très répandue en Allemagne, développée par Jean-Pol Martin. Les étudiants jouent le rôle de l'enseignant et enseignent à leurs camarades[53].

## Techniques
Les stratégies d'apprentissage des langues font l'objet d'une attention croissante en tant que moyen de comprendre le processus d'acquisition des langues.

### L'écoute comme moyen d'apprentissage
Il est clair que l'écoute est utilisée pour apprendre, mais tous les apprenants ne l'emploient pas consciemment. Écouter pour comprendre est un niveau d'écoute, mais l'écoute ciblée n'est pas une stratégie employée par la plupart des apprenants. L'écoute ciblée est une stratégie d'écoute qui aide les étudiants à écouter attentivement sans distraction. L'écoute ciblée est très importante lors de l'apprentissage d'une langue étrangère, car le moindre accent sur un mot peut en changer complètement le sens.

### La lecture comme moyen d'apprentissage
De nombreuses personnes lisent pour comprendre, mais la stratégie consistant à lire un texte pour apprendre la grammaire et les styles de discours peut également être employée. Les textes parallèles peuvent être utilisés pour améliorer la compréhension.

### L'expression orale comme moyen d'apprentissage
Outre les exercices d'écoute et de lecture, la pratique de la conversation est un aspect important de l'acquisition d'une langue. Les apprenants peuvent acquérir de l'expérience en parlant des langues étrangères en suivant des cours de langue en présentiel, en participant à des rencontres linguistiques, à des programmes d'échanges linguistiques universitaires, en rejoignant des communautés d'apprentissage des langues en ligne et en voyageant dans un pays où la langue est parlée.

### L'apprentissage de l'espéranto comme stratégie propédeutique à l'acquisition d'autres langues

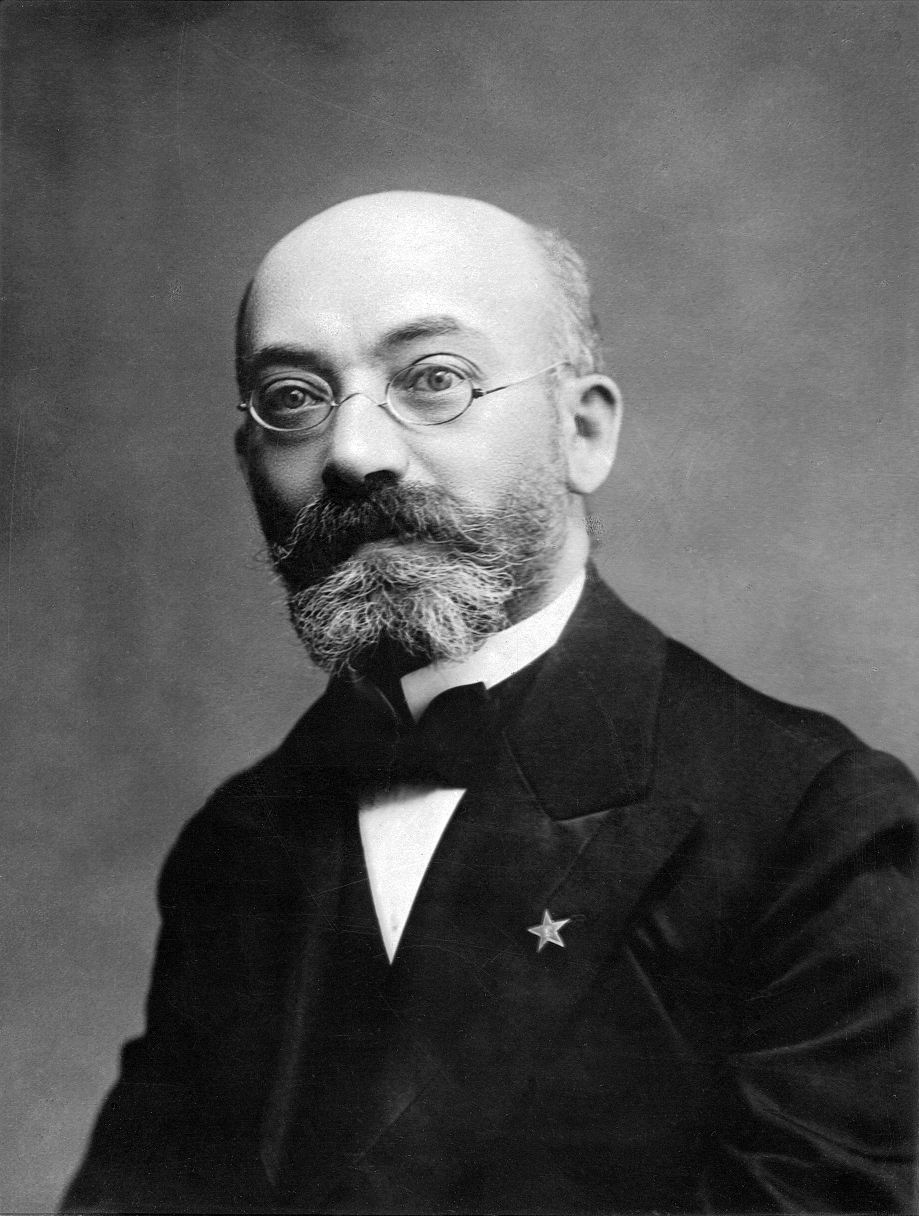
Louis-Lazare Zamenhof en 1908.

L'espéranto, langue auxiliaire internationale, a été fondée par Louis-Lazare Zamenhof, un ophtalmologue juif polonais, en 1887, dans le but d'éliminer les barrières linguistiques dans les contacts internationaux. L'espéranto est une langue construite sur la base des langues indo-européennes, absorbant les facteurs raisonnables de similitude des langues germaniques. L'espéranto est totalement cohérent dans sa parole et son écriture. En apprenant vingt-huit lettres et en maîtrisant les règles phonétiques, on peut lire et écrire n'importe quel mot. Avec la simplification et la standardisation, l'espéranto devient plus facile à maîtriser que d'autres langues. La facilité d'apprentissage permet de gagner en confiance et l'apprentissage de l'espéranto, en tant que stratégie d'apprentissage, constitue une bonne introduction à l'étude d'une langue étrangère.

### Apprendre le vocabulaire

Logo de Duolingo en 2019.

Logo d'Anki.

La traduction et la mémorisation par cœur sont les deux stratégies traditionnellement utilisées. D'autres stratégies peuvent également être utilisées, telles que la devinette, basée sur la recherche d'indices contextuels, la répétition espacée avec l'utilisation de diverses applications, jeux et outils (par exemple Duolingo et Anki). Les connaissances sur le fonctionnement du cerveau peuvent être utilisées pour créer des stratégies de mémorisation des mots.

### Apprentissage mixte
L'apprentissage mixte ou hybride, également connu sous le nom d'enseignement assisté par la technologie, d'enseignement assisté par le web ou d'enseignement en mode mixte, est une approche de l'éducation qui combine du matériel pédagogique en ligne et des possibilités d'interaction en ligne avec des méthodes d'enseignement sur place.
L'apprentissage mixte nécessite la présence physique de l'enseignant et de l'étudiant, avec certains éléments de contrôle de l'étudiant sur le temps, le lieu, la voie ou le rythme. Alors que les étudiants continuent de fréquenter des écoles traditionnelles en présence d'un enseignant, les pratiques de classe en face à face sont combinées à des activités médiatisées par ordinateur en ce qui concerne le contenu et la prestation,. Il est également utilisé dans le cadre du développement professionnel et de la formation. Étant donné que l'apprentissage mixte dépend fortement du contexte, il est difficile d'en donner une conception universelle. Certains rapports affirment que l'absence de consensus sur une définition précise de l'apprentissage mixte a entraîné des difficultés dans la recherche sur son efficacité. Une étude de 2013 bien citée a défini de manière générale l'apprentissage mixte comme un mélange d'enseignement en ligne et en personne où la partie en ligne remplace effectivement une partie du temps de contact en face-à-face plutôt que de le compléter.
Certaines personnes utilisent l'expression "apprentissage mixte" pour désigner l'apprentissage qui a lieu alors que l'on se concentre sur d'autres activités. Par exemple, jouer à un jeu de cartes qui nécessite de demander des cartes peut permettre un apprentissage mixte des nombres (1 à 10).

### Enseignement par compétences
Lorsque l'on parle de compétences linguistiques, les quatre compétences de base sont : écouter, parler, lire et écrire. Cependant, d'autres compétences plus sociales ont été identifiées plus récemment, telles que résumer, décrire, raconter, etc. En outre, des compétences d'apprentissage plus générales, telles que les techniques d'étude et le fait de savoir comment on apprend, ont été appliquées aux classes de langues.
Dans les années 1970 et 1980, les quatre compétences de base étaient généralement enseignées de manière isolée, dans un ordre très rigide, par exemple en écoutant avant de parler. Cependant, depuis lors, il a été reconnu que nous utilisons généralement plus d'une compétence à la fois, ce qui a conduit à des exercices plus intégrés. L'expression orale est une compétence qui est souvent sous-représentée dans la salle de classe traditionnelle. Cela est dû au fait qu'elle est considérée comme plus difficile à enseigner et à tester. Il existe de nombreux textes sur l'enseignement et l'évaluation de l'écriture, mais relativement peu sur l'expression orale.
Les manuels les plus récents soulignent l'importance pour les élèves de travailler avec d'autres élèves en binômes et en groupes, parfois avec l'ensemble de la classe. Le travail en binôme et en groupe permet à un plus grand nombre d'élèves de participer plus activement. Cependant, il est important de superviser les paires et les groupes afin de s'assurer que chacun participe de manière aussi égale que possible. Ces activités offrent également des possibilités d'enseignement par les pairs, où les apprenants les plus faibles peuvent trouver du soutien auprès de camarades plus forts.

### Technique du sandwich
La technique du sandwich consiste à insérer oralement une traduction idiomatique dans la langue maternelle entre une phrase inconnue dans la langue apprise et sa répétition, afin de transmettre le sens aussi rapidement et complètement que possible. L'équivalent dans la langue maternelle peut être donné presque en aparté, avec une légère rupture dans le flux du discours pour le marquer comme un intrus.
Lorsqu'il modélise une phrase de dialogue que les élèves doivent répéter, l'enseignant ne se contente pas de donner un équivalent oral en langue maternelle pour les mots ou les phrases inconnus, mais il répète la phrase en langue étrangère avant que les élèves ne l'imitent.
Les partisans de cette technique (notamment Butzkamm & Caldwell et Dodson) affirment que cette technique bilingue permet d'établir plus facilement la langue étrangère comme langue de travail de la classe.

### Miroir de la langue maternelle
La traduction miroir en langue maternelle est l'adaptation à des fins pédagogiques de la technique traditionnelle de la traduction littérale ou de la traduction mot à mot. L'objectif est de rendre les constructions étrangères saillantes et transparentes pour les apprenants et, dans de nombreux cas, de leur épargner le jargon technique de l'analyse grammaticale. Elle diffère de la traduction littérale et du texte interlinéaire utilisés par le passé, car elle tient compte des progrès réalisés par les apprenants et ne se concentre que sur une structure spécifique à la fois. En tant qu'outil didactique, elle ne peut être utilisée que dans la mesure où elle reste intelligible pour l'apprenant, à moins qu'elle ne soit combinée avec une traduction idiomatique normale. Cette technique est rarement mentionnée ou utilisée de nos jours.
Selon Butzkamm & Caldwell, le miroir de la langue maternelle devrait être réintroduit en tant que technique d'enseignement centrale, en particulier lorsque les apprenants ne sont pas prêts pour l'analyse grammaticale.

### Chaînage arrière
Le chaînage arrière est une technique utilisée dans l'enseignement des compétences linguistiques orales, en particulier pour les mots polysyllabiques ou difficiles : l'enseignant prononce la dernière syllabe, l'élève répète, puis l'enseignant continue, en remontant de la fin du mot jusqu'au début.
Par exemple, pour enseigner le nom « Moussorgski », le professeur prononcera la dernière syllabe : -sky, et demandera à l'élève de la répéter. Il la répète ensuite avec -sorg- devant : -sorg-sky, et il ne reste plus que la première syllabe : Mus-sorg-sky.

### Changement de code
Le changement de code est un phénomène linguistique particulier dans lequel le locuteur alterne consciemment deux ou plusieurs langues en fonction du temps, du lieu, du contenu, de l'objet et d'autres facteurs. La commutation de code montre ses fonctions dans un environnement où la langue maternelle ne joue pas un rôle dominant dans la vie et les études des étudiants, comme les enfants d'une famille bilingue ou d'une famille d'immigrés. En d'autres termes, la capacité à utiliser la commutation de code, liée à la transformation de la phonétique, des mots, de la structure de la langue, du mode d'expression, du mode de pensée, des différences culturelles et ainsi de suite, doit être guidée et développée dans l'environnement de la communication quotidienne. La plupart des gens apprennent une langue étrangère dans des circonstances où ils utilisent leur langue maternelle, de sorte que leur capacité à changer de code ne peut être stimulée et que l'efficacité de l'acquisition de la langue étrangère s'en trouve diminuée. Par conséquent, en tant que stratégie d'enseignement, le changement de code est utilisé pour aider les étudiants à mieux acquérir des compétences conceptuelles et pour leur fournir un contexte sémantique riche afin qu'ils comprennent certains vocabulaires spécifiques.

## Cours en ligne et apprentissage autodidacte
Des centaines de langues sont disponibles pour l'auto-apprentissage, auprès d'un grand nombre d'éditeurs, à des coûts divers et selon des méthodes variées. Le cours lui-même fait office d'enseignant et doit choisir une méthodologie, tout comme les enseignants.

### Enregistrements audio et livres
Les enregistrements audio font appel à des locuteurs natifs et l'un de leurs atouts est d'aider les apprenants à améliorer leur accent. Certains enregistrements comportent des pauses pour permettre à l'apprenant de parler. D'autres sont continus, de sorte que l'apprenant parle en même temps que la voix enregistrée, comme s'il apprenait une chanson.
Les enregistrements audio destinés à l'auto-apprentissage font appel à de nombreuses méthodes utilisées dans l'enseignement en classe et ont été produits sur des disques, des cassettes, des CD, des DVD et des sites web.
La plupart des enregistrements audio enseignent des mots dans la langue cible en utilisant des explications dans la langue de l'apprenant. Une autre solution consiste à utiliser des effets sonores pour montrer la signification des mots dans la langue cible. La seule langue utilisée dans ces enregistrements est la langue cible, et ils sont compréhensibles quelle que soit la langue maternelle de l'apprenant.
Depuis des siècles, des livres de langue sont publiés pour enseigner le vocabulaire et la grammaire. Les livres les plus simples sont des recueils de phrases courtes utiles pour les voyageurs, les cuisiniers, les réceptionnistes ou d'autres personnes qui ont besoin d'un vocabulaire spécifique. Les ouvrages plus complets comprennent davantage de vocabulaire, de grammaire, d'exercices, de traductions et d'exercices d'écriture.
Par ailleurs, divers autres "outils d'apprentissage des langues" ont fait leur apparition sur le marché ces dernières années.

### Internet, logiciels et intelligence artificielle

#### Les logiciels et l'IA
Depuis les années 2020 des logiciels et outils de traduction de plus en plus souvent associés à l'IA générative, elle même de plus en plus sophistiquée et réactive, peuvent interagir avec les apprenants d'une manière qui n'était pas possible avec les livres et les supports audio :
1. Certains logiciels et IA enregistrent l'apprenant, analysent sa prononciation, sa grammaire et son vocabulaire et donnent un retour d'information[95].
2. Ces logiciels et IA peuvent parfois présenter des exercices supplémentaires ciblant les difficultés de l'apprenant, jusqu'à ce que les concepts soient maîtrisés.
3. Des logiciels peuvent prononcer des mots dans la langue cible et montrer leur signification via des images[96] au lieu d'explications orales. La seule langue de ces logiciels est la langue cible. Il est compréhensible quelle que soit la langue maternelle de l'apprenant.

#### Internet et l'IA
Les sites web comme Busuu (qui affichait 60 millions d'inscrits en 2018) offrent un nombre croissant de services et d'offres commerciales axés sur l'enseignement des langues, avec notamment :
1. des logiciels en ligne, permettant d'éviter les téléchargements et les déplacements, mais avec l'inconvénient de nécessiter une connexion à l'internet.
2. des fichiers audio, des textes et des logiciels utilisables hors ligne. Par exemple, plusieurs guides de voyage, comme Lonely Planet, proposent des logiciels pour l'enseignement des langues.
3. des apprentissage de type quiz ou puzzles, aidant à mettre en pratique les concepts linguistiques.
4. des sites d'échange linguistique, qui mettent en relation des utilisateurs aux compétences linguistiques complémentaires, par exemple un locuteur de langue maternelle espagnole qui souhaite apprendre l'anglais avec un locuteur de langue maternelle anglaise qui souhaite apprendre l'espagnol. Ces sites traitent souvent la connaissance d'une langue comme une marchandise, et offrent un environnement de marché pour l'échange de cette marchandise. Les utilisateurs se contactent généralement par chat, VoIP ou courrier électronique. Les échanges linguistiques facilitent l'apprentissage des langues, éventuellement en école de langues ; ils améliorent la compétence orale, l'aisance, l'acquisition de vocabulaire familier et l'usage vernaculaire, plutôt que la grammaire formelle ou les compétences en matière d'écriture. En Australasie, "Education Perfect" - un site d'apprentissage en ligne - est très utilisé car permettant aux enseignants de suivre les progrès des élèves qui gagnent un "point" pour chaque nouveau mot mémorisé.

De nombreux autres sites web sont utiles à l'apprentissage des langues, même s'ils sont conçus, entretenus et commercialisés à d'autres fins :
1. Tous les pays ont des sites web dans leur propre langue, que les apprenants d'ailleurs peuvent utiliser comme premier matériel d'étude : nouvelles, fictions, vidéos, chansons, etc. Dans une étude menée par le Center for Applied Linguistics, il a été noté que l'utilisation de la technologie et des médias a commencé à jouer un rôle important dans la facilitation de l'apprentissage des langues en classe. Avec l'aide d'Internet, les étudiants sont facilement exposés aux médias étrangers (vidéos musicales, émissions de télévision, films) et, par conséquent, les enseignants tiennent compte de l'influence d'Internet et cherchent des moyens de combiner cette exposition dans leur enseignement[98].
2. Les sites de traduction permettent aux apprenants de trouver le sens d'un texte étranger ou de créer des traductions étrangères à partir de leur langue maternelle[99].
3. Les sites et logiciels de synthèse vocale (TTS) permettent aux apprenants d'entendre la prononciation d'un texte écrit arbitraire, avec une prononciation similaire à celle d'un locuteur natif.
4. Les systèmes de développement de cours et de gestion de l'apprentissage tels que Moodle sont utilisés par les enseignants, y compris les professeurs de langues.
5. Les outils de conférence Web peuvent réunir des apprenants à distance, par exemple Elluminate Live.
6. Les joueurs de jeux vidéo peuvent pratiquer une langue cible lorsqu'ils interagissent dans des jeux en ligne massivement multijoueurs et des mondes virtuels. En 2005, le monde virtuel Second Life a commencé à être utilisé pour l'enseignement des langues étrangères, parfois en développant des entreprises entières[100]. En outre, l'Instituto Cervantes, institut linguistique et culturel espagnol, dispose d'une "île" sur Second Life.Certains contenus Internet sont gratuits, souvent en provenance de sites gouvernementaux ou à but non lucratif tels que BBC Online, Book2, Foreign Service Institute, et ne comportent pas ou peu de publicités. D'autres sont financés par la publicité, comme les journaux et YouTube. D'autres sont payants.

Pour Fernando Rosell-Aguilar (2018), « cet environnement rassurant, où les erreurs ne sont connues que de l’utilisateur peut être une réponse à l’angoisse de performance qu’éprouvent nombre d’élèves quand on leur demande de parler dans une langue étrangère. De ce point de vue, les enseignants ne devraient pas se sentir menacés par ces applications. Au contraire, ils devraient encourager leurs étudiants à les utiliser pour faire les exercices répétitifs de grammaire, ce qui laisserait plus de temps aux échanges en classe ».
Selon Pascual Pérez-Paredes (2025) la diffusion de l'IA générative (IAg) dans la société va transformer nos liens à la lecture et à l'écriture, ainsi qu'à leur apprentissage, se manière aussi radicale que ceux qui ont suivi l'apparition d'Internet à la fin du XXe siècle ; et la capacité critique des élèves à mieux évaluer les solutions appuyées sur l'IA aura un rôle essentiel. Dans les années 2020, l'apprentissage informel des langues via l'internet avec ou sans appui de l'IA est en plein essor. « L'accès libre à des millions de ressources libres et des applications mobiles comme Duolingo entretient une concurrence avec l'apprentissage formel depuis la pandémie de Covid-19. Selon les données fournies par Duolingo, l'espagnol est la deuxième langue la plus étudiée au monde et concentre 17 % des utilisateurs de l'application. Ces apprentissages se font (...) hors du cadre du système éducatif ».

## Les langues dans le supérieur
Pour ce qui est des autres langues, notamment l'anglais, c'est le secteur LANSAD (LANgues pour Spécialistes d'Autres Disciplines) qui est le plus concerné. Un certain nombre de laboratoires et d'équipes de recherche travaillent dans ce domaine. Quelques revues académiques s'inscrivent aussi dans ce champ, comme EDL (Études en didactique des langues), Recherche et Pratiques Pédagogiques en Langues de Spécialité - Cahiers de l'APLIUT, ASp (la revue du GERAS).

## Apprentissage suivant les tranches d'âge

### Petite enfance
La petite enfance est la période la plus critique pour la maîtrise rapide du langage dans la vie d'un individu. La communication linguistique des enfants passe de la communication non verbale à la communication verbale entre un et cinq ans. Leur maîtrise du langage s'acquiert en grande partie naturellement en vivant dans un environnement de communication verbale. Tant que nous savons guider les enfants et leur offrir des opportunités, les capacités linguistiques des enfants se développent et se cultivent facilement.

### Enseignement obligatoire
Pour la plupart des gens, l'enseignement obligatoire est la période pendant laquelle les enfants ont accès à une deuxième langue ou à une langue étrangère pour la première fois. Au cours de cette période, les étudiants bénéficient d'un enseignement des langues étrangères et d'une atmosphère académique des plus professionnels. Ils peuvent recevoir de l'aide et de la motivation de la part des enseignants et être stimulés par leurs pairs à tout moment. Il est possible de suivre un apprentissage spécialisé afin de maîtriser un grand nombre de règles de vocabulaire, de grammaire et de communication verbale.

### Éducation des adultes
Apprendre une langue étrangère à l'âge adulte signifie que l'on cherche à se valoriser en acquérant une nouvelle compétence. À ce stade, les individus ont déjà développé la capacité de superviser eux-mêmes l'apprentissage d'une langue. Cependant, la pression est également un obstacle pour les adultes.

### L'éducation des personnes âgées
Comparée aux autres étapes de la vie, cette période est la plus difficile pour apprendre une nouvelle langue en raison de la détérioration progressive du cerveau et de la perte de mémoire. Malgré sa difficulté, l'enseignement des langues aux personnes âgées peut ralentir cette dégénérescence cérébrale et le vieillissement actif.

## Formation en didactique des langues
En France, de nombreuses universités proposent des maîtrises en didactique du FLE. Robert Galisson préfère parler de didactologie des langues-cultures.